# Paweł Lelewski
Paweł Lelewski (ur. 25 czerwca 1914 w Inowrocławiu, zm. po 1939) – polski bokser, reprezentant Polski.

## Kariera
Sztuki szermierki na pięści uczył się w rodzinnym mieście od 1931 roku w klubie Cuiavia Inowrocław, w 1933 roku związał się na dwa lata z klubem Stella Gniezno. Swój największy sukces sportowy w karierze odniósł w barwach klubu Gryf Toruń, którego reprezentował od 1935 roku. Startując w mistrzostwach Polski, został mistrzem kraju w 1939, w kategorii półśredniej, a w latach 1938 – 1939 dwukrotnie wystąpił w reprezentacji Polski odnosząc dla jej barw dwa zwycięstwa. 
Losy życiowe zawodnika po 1939 roku są nie znane, najprawdopodobniej nie przeżył wojny.